# Piotropol
Piotropol (biał. Петраполь, Pietrapol; ros. Петрополь, Pietropol) – wieś na Białorusi, w obwodzie grodzieńskim, w rejonie ostrowieckim, w sielsowiecie Worniany.

## Historia
W okresie międzywojennym zaścianek leżący w Polsce, w województwie wileńskim, w powiecie wileńsko-trockim, do 1 kwietnia 1927 w gminie Bystrzyca, następnie w gminie Mickuny.
Po II wojnie światowej w granicach Związku Sowieckiego. Od 1991 w niepodległej Białorusi.